# 布吕隆
布吕隆（法語：Brûlon，法語發音：[bʁylɔ̃]），法国西北部市镇，位于卢瓦尔河地区大区萨尔特省，隶属于拉弗莱什区，其市镇面积为16.27平方公里，2022年1月1日时人口数量为1,525人，在法国城市中排名第6,868位。
布吕隆位于萨尔特省西部，韦格尔河右岸，多条公路在此交汇。法国工程师克洛德·沙普出生于布吕隆。

## 地名来源
布吕隆最初以拉丁语“Bricilonum”或“Bruciron”的形式被记载，该名称的来源尚有待考证。
在1801年以前，布吕隆的官方拼写为Brulon。

## 历史

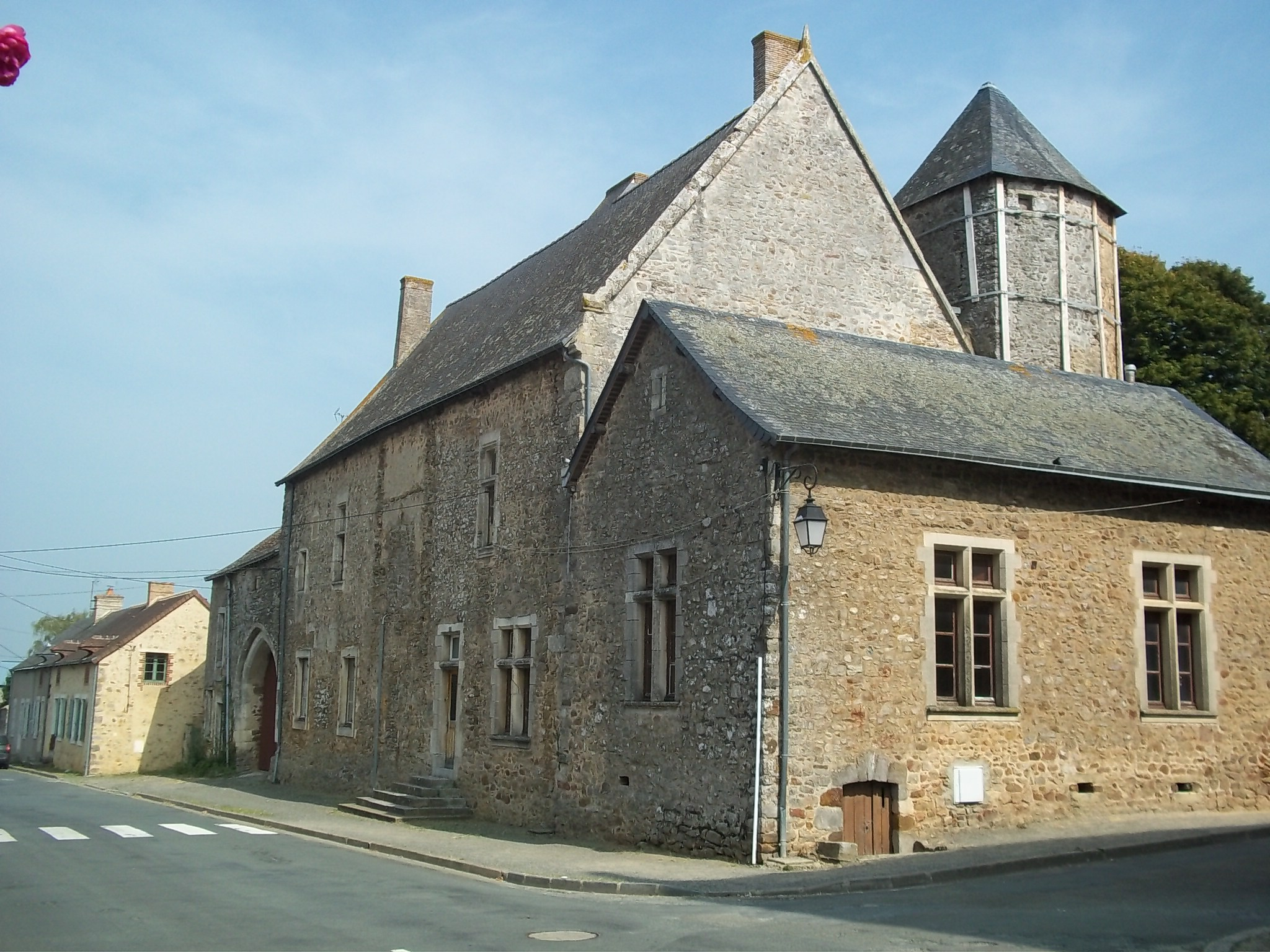
布吕隆修道院旧址

布吕隆的早期历史尚不清楚。根据当地官方网站的论述，布吕隆可能在古罗马人入侵以前就已成为一处高卢聚落。中世纪初，布吕隆在战乱中被毁。公元11世纪时，布吕隆领主在此修建城堡。中世纪末，当地先后出现了罗马式教堂及修道院。法国大革命后，布吕隆成为萨尔特省的一个市镇。工业革命期间，年仅28岁的布吕隆市长孔斯唐·科尔迪耶先生（Constant Cordier）借鉴巴黎城市规划理念，对布吕隆的主要街道及公共建筑进行了重建，并将原有的分散街区进行了整合。20世纪初曾有一条连接布吕隆的地方铁路。自1995年起，布吕隆成为萨尔特省的“特色小城市联盟”（Petites Cités de Caractère）成员。
在行政区划方面，布吕隆在1801至2014年间为同名县的县治。

## 地理

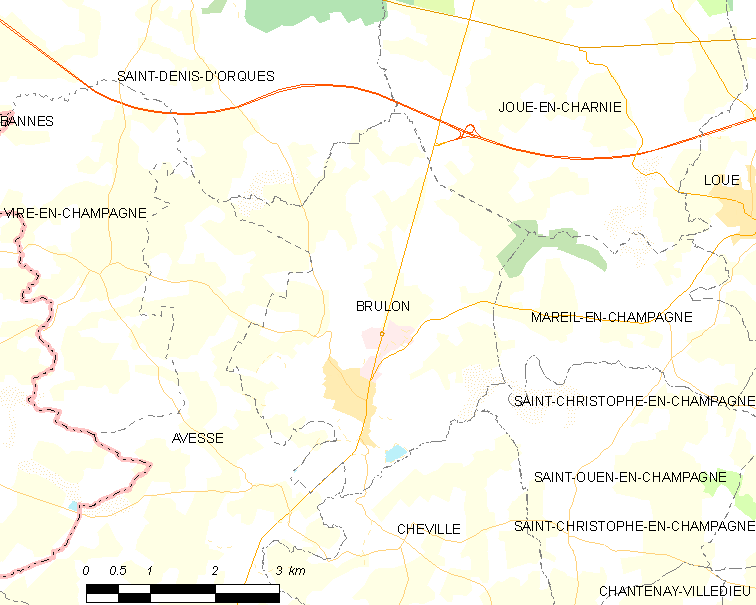
布吕隆市镇范围地图

布吕隆位于法国西北部，卢瓦尔河地区大区北部和萨尔特省西部，距离省会勒芒大约42公里。与布吕隆接壤的市镇包括：圣但尼多尔克、茹埃昂沙尔尼、阿韦塞、舍维莱、马雷伊昂香槟和圣旺昂香槟。

### 地形
布吕隆位于阿摩里卡丘陵延伸地带，境内以平原和浅丘为主，市镇中心位于一处地势较高的平地之上，市镇南部的La Croix Cornuel街区则有明显起伏，全境海拔在47到128米之间。

### 水文
布吕隆位于卢瓦尔河流域范围内，韦格尔河自东北向西南流经市镇南部，该河右岸有一处湖泊，经人工开发改造后成为弗雷德·舒夫里耶游乐公园（Base de loisirs Fred Chouvier）。

### 植被
布吕隆属于温带阔叶混交林区，林地散落分布于多个区域。
在鲜花城市的评比中，布吕隆暂未被评级。

### 气候
布吕隆在柯本气候分类法中属于温带海洋性气候（Cfb）。

## 行政区划
布吕隆的市镇编号为72050，邮政编号为72350。
在行政管理方面，布吕隆隶属于法国卢瓦尔河地区大区萨尔特省拉弗莱什区；在地方选举方面，布吕隆隶属于卢埃县，其市镇范围全境被划入萨尔特省第四选区；在社会管理方面，布吕隆是卢埃-布吕隆-努瓦延市镇公共社区的组成部分。
截至2023年10月，布吕隆市镇范围内暂无任何城市敏感街区及城市政策优先街区。
法国国家统计与经济研究所（简称）在进行数据统计时，未将布吕隆划入任何城市核心区（Unité urbaine）、城市区（Aire urbaine）及城市辐射区（Aire d'attraction）。此外，还将布吕隆市镇整体看作一个“块区”（IRIS），以便于统计人口分布情况。

## 交通

### 公路
萨尔特省省道D4线、D21线、D35线和D49线在布吕隆境内交汇。卢瓦尔河地区大区公共交通城际巴士207线经过布吕隆，可前往勒芒。
2020年，74.9%的布吕隆家庭拥有至少一辆私人汽车。2021年，布吕隆境内共发生各类交通事故1起，造成1人受伤。
| 1 | 5 |

| 勒芒 | 42 |

| 萨布莱 | 17 |

| 锡勒勒纪尧姆 | 27 |

### 铁路
距离布吕隆最近的运营中的客运铁路车站为17公里外的努瓦延站，该站停靠往返于勒芒和昂热一线的区域列车。

### 航空
距离布吕隆最近的民用航空站为43公里外的勒芒机场，该机场开行不定期季节性旅游包机航线。

### 城市公共交通
截至2023年10月，布吕隆暂无城市公共交通系统。

## 政治

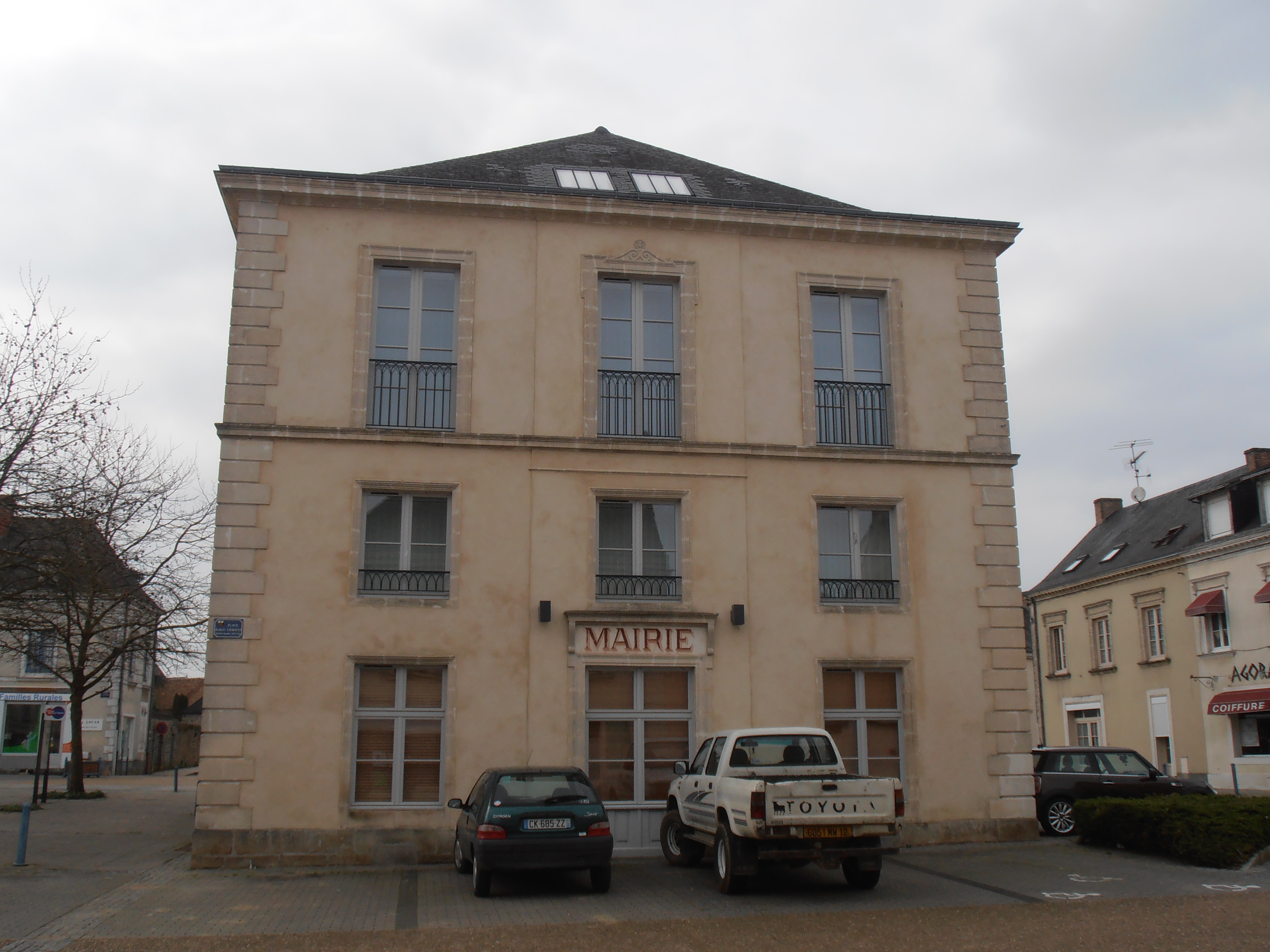
布吕隆市政厅

布吕隆的现任市长为达尼埃尔·库德勒斯先生（Daniel COUDREUSE），他是共和党的一名成员，在2020年的市政选举中获得了100.00%的支持率（无其他候选人）。
在2022年的法国总统大选的第二轮选举中，法国极右翼政党国民阵线主席玛丽娜·勒庞在布吕隆获得了50.5%的支持率。

## 人口
2020年，布吕隆市镇人口数量为1,533，在法国排名第6,868位。其中男性728人，女性805人，75岁及以上人口占13.4%，外籍人口数量为10人，人口密度为94人/平方公里，当地居民被称为（男性）或（女性）。Nssces2021)年，布吕隆境内出生20人，死亡人口26人。
| 布吕隆1901年－2020年人口变化情况 |
|                                  |
| 数据来源：Cassini、INSEE         |

## 经济
布吕隆是一个区域性的中心市镇。截至2023年10月，布吕隆市镇范围内共有各类用人单位（包含自雇）249家，平均历史为19年，其中96.46%为中小型企业（PME），2023年8月至10月间，当地的经济活力指数为1.2%。 （公路短途物流）、（企业管理）及（金属部件安装）是当地2021年营业额最高的三个企业，分别为6,317,429欧元、5,812,358欧元和758,694欧元。

## 财政与居民收入
2021年，布吕隆的财政收入总额为2,004,630欧元，财政支出总额为1,436,280欧元，当年的债务总额为1,787,800欧元。2021年，布吕隆市镇通过增值税获得38,940欧元的收入，此外当地还共获得了86,560欧元的国家直接财政补助。
2019年，布吕隆的人均月收入总额为1,817欧元，低于法国平均水平（2,303欧元）。
2020年，布吕隆境内的青壮年（15至64岁）失业率为8.5%；2022年，当地36.1%的家庭拥有纳税资格，平均纳税1,527欧元，低于法国平均水平（4,393欧元）。

## 社会事务

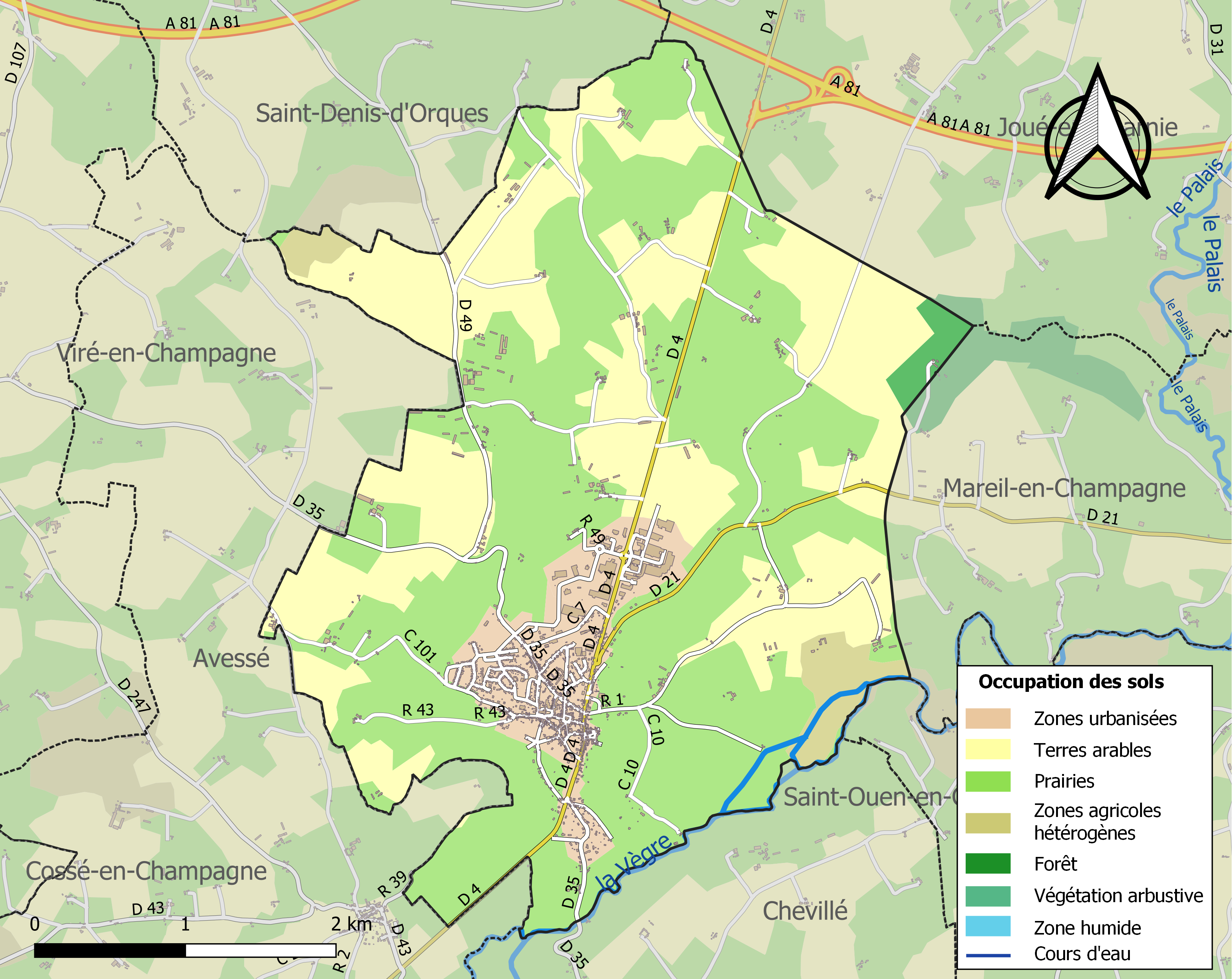
布吕隆土地利用情况地图

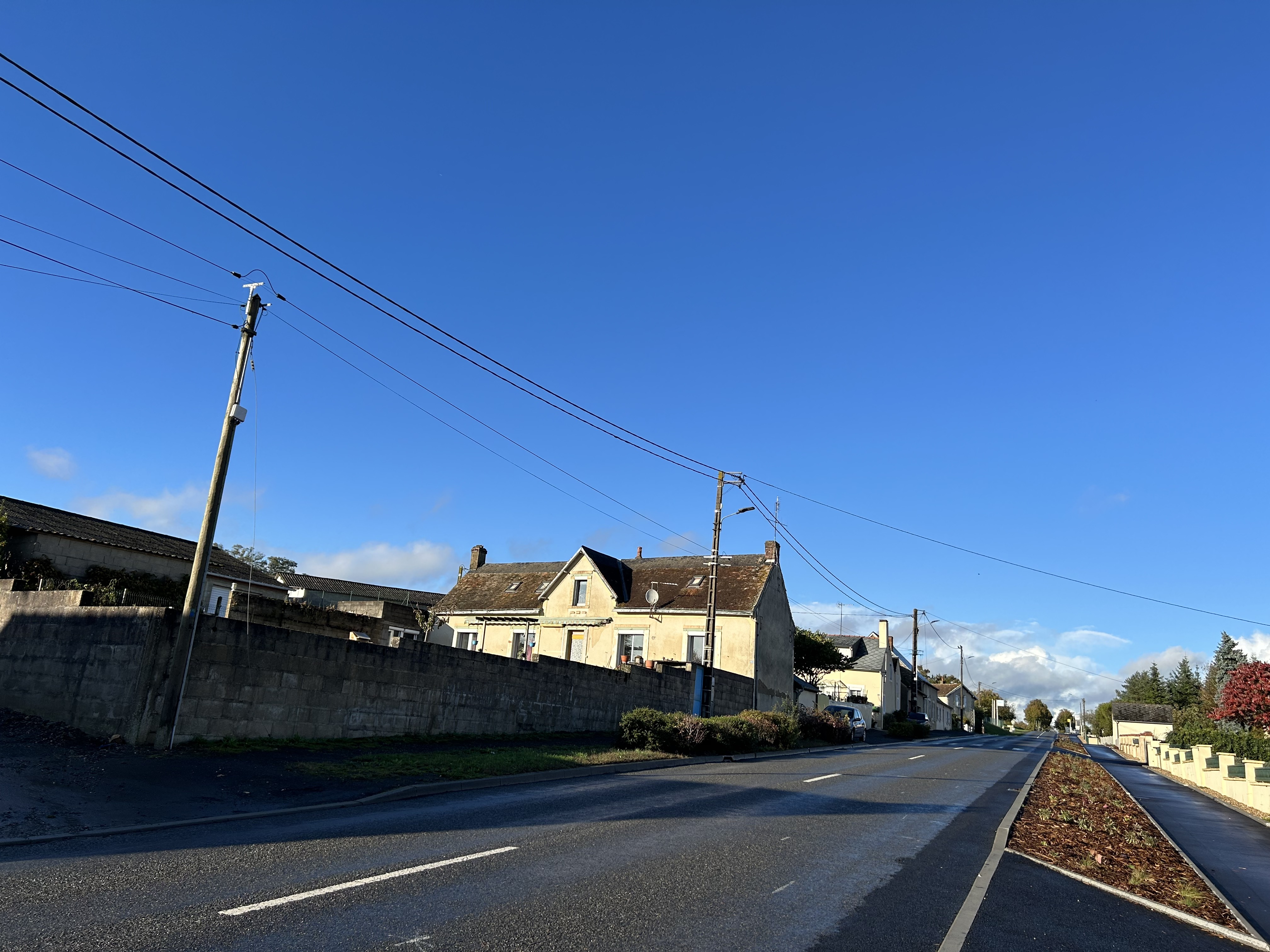
锡耶公路

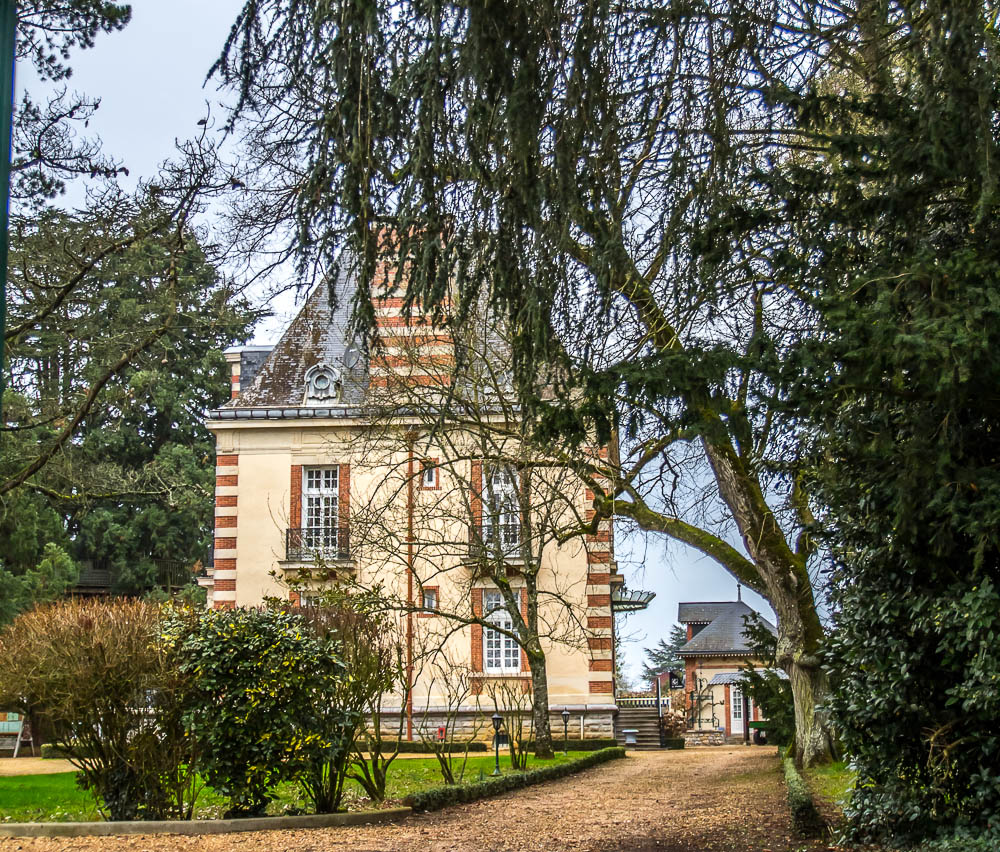
一处私人城堡

### 教育
布吕隆属于南特学区。截至2021年1月1日，布吕隆境内共有2所小学。

### 医疗
截至2021年1月1日，布吕隆境内共有全科医生5名、保健师4名、牙医2名、护士4名、助产士1名和药房1家。
距离布吕隆最近的区域性医疗机构为勒芒中心医院，其主病区位于勒芒市区西部，距离布吕隆市区的正常车程大约30分钟，该院设有床位1,204个，是萨尔特省境内规模最大的公立综合性医院。

### 住房
2020年，布吕隆境内共有各类住房809套，其中79.9%为独立式居民区，16.7%为集中式居民区。常住房屋占布吕隆市镇范围内居民建筑总量的88.3%。
在住房保障政策方面，2022年，布吕隆境内共有115户家庭获得了住房经济补助，受益人数占总人口数量的7.8%，其中116份为房租补助。

### 商业
2021年，布吕隆境内共有各类实体商铺29家，其中餐厅2家、杂货店1家、面包房2家、肉铺1家、装饰品店1家、美容美发店3家、汽车维修店4家。

### 体育
2021年，布吕隆境内共有2家游泳池、1间体育馆、1处网球场、2处足球或橄榄球场以及1处篮球或排球场。
截至2023年10月，欧韦尔-普瓦耶-布吕隆足球俱乐部（Auvers Poillé Brûlon FC，编号502267）是布吕隆境内唯一的一家注册足球俱乐部，该足球队成立于2021年，由多个球队合并而成，其主队2023至2024赛季参加卢瓦尔河地区大区足球联赛丙组（法国第八级别），其主场为拉封丹球场（Stade La Fontaine）。

### 环境
布吕隆的环境事务由其所属的卢埃-布吕隆-努瓦延市镇公共社区联合各级政府协调负责。2021年，布吕隆境内暂无污染企业。

### 治安
2021年，布吕隆市镇范围内有1处宪兵队。
布吕隆及其附近的共92个市镇是拉弗莱什国家宪兵队（zone gendarmerie de La Flèche）的管辖范围。2020年，该宪兵队累计记录各类案件4,012起，其中盗窃类案件1,830起，经济类案件664起，毒品交易类案件237起。

## 文化

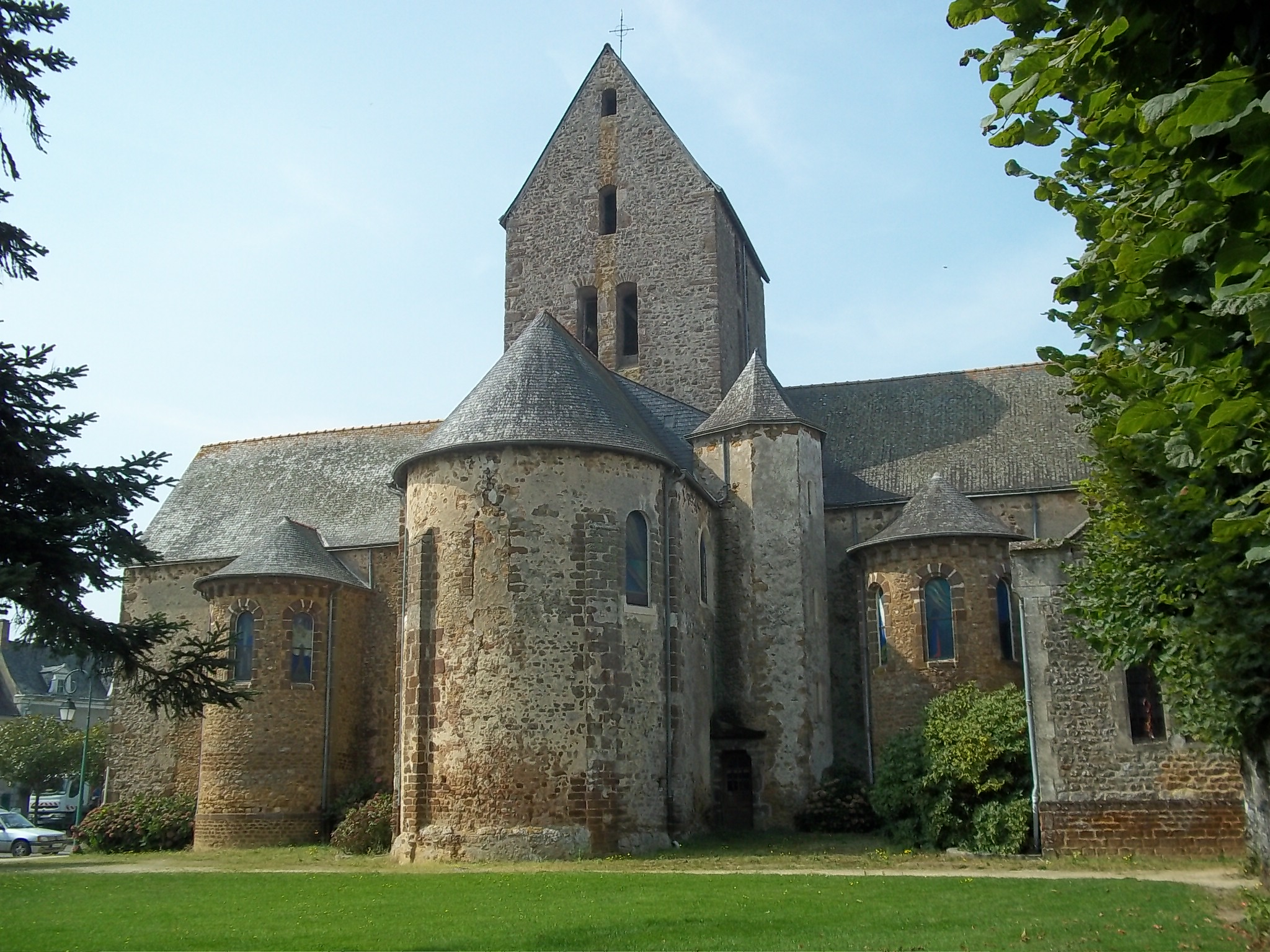
圣伯多禄-圣保罗教堂

2021年，布吕隆境内暂无任何文化设施。

### 建筑
布吕隆境内有多处历史建筑，其中布吕隆城堡遗址为法国国家文物保护单位，圣伯多禄-圣保罗教堂（Église Saint-Pierre-et-Saint-Paul de Brûlon）则是当地的地标性建筑物。

### 旅游
布吕隆的旅游事务由其所属的卢埃-布吕隆-努瓦延市镇公共社区负责。2023年，布吕隆境内共有2个露营地，可容纳共92辆露营车。

### 媒体
法国主要的媒体均可在布吕隆接收，法国电视三台下属的卢瓦尔河地区大区频道在部分时段播出布吕隆所在萨尔特省的地方新闻。《法国西部报》、《自由曼恩报》、《勒佩尔什周报》、蓝色法兰西曼恩广播、斯韦特广播等是当地主要的地方性媒体。

## 相关人物
法国工程师、风控电报发明者克洛德·沙普出生于布吕隆。

## 友好城市
截至2023年10月，布吕隆共与一座城市建立了友好城市关系：
- 英格兰 Tattershall